# Bernhard (biskop i Skara)
Bernhard var biskop i Skara stift från 1206 fram till sin död 1216. I biskop Brynulfs rimkrönika omtalas han såsom väldigt givmild.